# Nombre de Hersey
El nombre de Hersey {\displaystyle (Hs)} és un nombre adimensional utilitzat en la tribologia per tractar problemes de lubricació a la superfície dels coixinets en moviment. Representa la relació entre les forces viscoses i la força motriu.
Aquest nombre porta el nom de Mayo Dyer Hersey, enginyer mecànic estatunidenc.
Es defineix de la següent manera:
{\displaystyle Hs={\frac {\mu \,\omega \,L_{c}}{F}}}
on:
- {\displaystyle \mu } = viscositat dinàmica.
- {\displaystyle \omega } = velocitat de rotació.
- {\displaystyle L_{c}} = longitud característica.
- {\displaystyle F} = força impulsora.

## Aplicacions
Aquest nombre s'utilitza en la impressió per definir les condicions de treball que permeten la deposició d'una capa de tinta a les parts rotatives de les premses. Hi ha un número crític de Hersey per sota del qual no es forma cap capa de líquid a la superfície del rotlle, cosa que comporta una fricció significativa. Hi ha definicions d'aquest nombre que utilitzen la inversa de l'equació presentada anteriorment.